# Meunasah Merbo
Meunasah Merbo is een bestuurslaag in het regentschap Aceh Utara van de provincie Atjeh, Indonesië. Meunasah Merbo telt 607 inwoners (volkstelling 2010).